# Envolvimento dos Estados Unidos em mudanças de regime

Mapa da interferência dos Estados Unidos
Estados Unidos
Ação em golpes de Estado e mudanças de regime
Interferência eleitoral
Anexações na sequência de ação de mudança de regime e invasão

O envolvimento dos Estados Unidos em mudanças de regime tem implicado tanto ações abertas quanto dissimuladas com o objetivo de alterar, substituir ou preservar governos estrangeiros. Na segunda metade do século XIX, o governo dos Estados Unidos iniciou ações para mudança de regime, principalmente na América Latina e no sudoeste do Pacífico, e incluiu as guerras mexicano-americanas, hispano-americanas e filipino-americanas. No início do século XX, os Estados Unidos desenvolveram ou instalaram governos amigos em muitos países ao redor do mundo, incluindo os vizinhos Panamá, Honduras, Nicarágua, México, Haiti e República Dominicana.
Durante a Segunda Guerra Mundial, os Estados Unidos ajudaram a derrubar muitos regimes fantoches da Alemanha nazista ou do Japão Imperial. Exemplos incluem regimes nas Filipinas, na Coreia, na parte oriental da China e em grande parte da Europa. As forças dos Estados Unidos também foram fundamentais para acabar com o domínio de Adolf Hitler sobre a Alemanha e de Benito Mussolini sobre a Itália.
Na sequência da Segunda Guerra Mundial, o governo dos Estados Unidos lutou com a União Soviética pela liderança e influência global no contexto da Guerra Fria. Ampliou o escopo geográfico de suas ações para além de sua área tradicional de operações, a América Central e o Caribe. Operações significativas incluíram o golpe de Estado no Irã em 1953, organizado pelos Estados Unidos e Reino Unido, a invasão da Baía dos Porcos em 1961 contra Cuba e o apoio à derrubada de Sukarno pelo general do Exército Suharto na Indonésia. Além disso, os Estados Unidos interferiram nas eleições nacionais de muitos países, inclusive no Japão nas décadas de 1950 e 1960, para manter seu partido preferencial, o Partido Liberal Democrata de centro-direita, no poder usando fundos secretos; nas Filipinas para orquestrar a campanha presidencial de Ramon Magsaysay em 1953 e no Líbano para ajudar os partidos cristãos nas eleições de 1957 usando aplicações secretas de dinheiro. Os estadunidenses executaram pelo menos 81 intervenções conhecidas e encobertas em eleições estrangeiras durante o período de 1946 a 2000.
Também após a Segunda Guerra Mundial, os Estados Unidos ratificaram em 1945 a Carta das Nações Unidas, o mais importante documento de direito internacional, que legalmente vinculava o governo estadunidense às provisões da Carta, incluindo o Artigo 2 (4), que proíbe a ameaça ou uso de força nas relações internacionais, exceto em circunstâncias muito limitadas. Portanto, qualquer reivindicação legal apresentada para justificar a mudança de regime por uma potência estrangeira implica um encargo particularmente pesado.
Após a dissolução da União Soviética, os Estados Unidos lideraram ou apoiaram guerras para determinar a governança de vários países. Os objetivos declarados dos Estados Unidos nesses conflitos incluem lutar na Guerra ao Terror como na Guerra do Afeganistão de 2001, ou remover regimes ditatoriais e hostis como na Guerra do Iraque de 2003 e na intervenção militar na Líbia em 2011.

## Intervenções do século XIX

### 1887–1889: Samoa
A crise samoana foi um confronto entre os Estados Unidos, a Alemanha e a Grã-Bretanha de 1887 a 1889, com as potências apoiando os pretendentes rivais ao trono das Ilhas Samoa durante a Primeira Guerra Civil Samoana. A Segunda Guerra Civil Samoana se seguiu em 1898, envolvendo os Estados Unidos (que apoiaram o rei em exercício) e a Alemanha, resultando, por meio da Convenção Tripartite de 1899, na divisão das Ilhas Samoa em Samoa Americana e Samoa Alemã.

## 1893-1917: império e expansionismo estadunidense

### Década de 1890

#### 1893: Reino do Havaí
Elementos antimonárquicos, principalmente estadunidenses, no Havaí, provocaram a derrubada do Reino do Havaí. Em 17 de janeiro de 1893, a monarca nativa, a rainha Lili'uokalani, foi deposta. O Havaí foi inicialmente reconstituído como uma república independente, mas o objetivo final da ação era a anexação das ilhas aos Estados Unidos, o que foi finalmente realizado em 1898.

#### 1898: Cuba e Porto Rico
Como parte da Guerra Hispano-Americana, os Estados Unidos invadiram e ocuparam Cuba e Porto Rico em 1898. Cuba foi ocupada pelos Estados Unidos de 1898 a 1902 sob o comando do governador militar Leonard Wood, e novamente de 1906 a 1909, em 1912 e de 1917 a 1922; regido pelos termos da Emenda Platt até 1934.
A Campanha de Porto Rico foi uma operação militar e terrestre militar estadunidense na ilha de Porto Rico durante a Guerra Hispano-Americana. A Marinha dos Estados Unidos atacou a capital colonial do arquipélago, San Juan. Embora os danos infligidos à cidade fossem mínimos, os estadunidenses conseguiram estabelecer um bloqueio ao porto da cidade, a baía de San Juan. A ofensiva terrestre começou em 25 de julho com 1.300 soldados de infantaria. Todas as ações militares em Porto Rico foram suspensas em 13 de agosto, depois que o presidente dos Estados Unidos William McKinley e o embaixador francês Jules Cambon, em nome do governo espanhol, assinaram um armistício pelo qual a Espanha renunciou à soberania sobre os territórios de Porto Rico, Cuba, Filipinas e Guam.

#### 1899: Filipinas
A Guerra Filipino-Americana foi parte de uma série de conflitos da luta filipina pela independência contra a ocupação dos Estados Unidos. Os combates irromperam entre as forças revolucionárias filipinas e as forças estadunidenses em 4 de fevereiro de 1899 e rapidamente intensificaram-se na Batalha de Manila em 1899. Em 2 de junho de 1899, a Primeira República Filipina declarou oficialmente a guerra contra os Estados Unidos. A guerra terminou oficialmente em 4 de julho de 1902. Essa intervenção dos Estados Unidos tinha como objetivo impedir uma mudança de regime e manter o controle estadunidense sobre as Filipinas.

### Década de 1900

#### 1903: Panamá
Em 1903, os Estados Unidos ajudaram na secessão do Panamá da República da Colômbia. A secessão foi projetada por uma facção panamenha apoiada pela Companhia do Canal do Panamá, uma corporação franco-estadunidense cujo objetivo era a construção de uma hidrovia através do istmo do Panamá, conectando assim os oceanos Atlântico e Pacífico. Em 1903, os Estados Unidos assinaram o Tratado Hay-Herrán com a Colômbia, concedendo aos Estados Unidos o uso do istmo do Panamá em troca de compensação financeira em meio à Guerra dos Mil Dias. O Canal do Panamá já estava em construção e a Zona do Canal do Panamá foi criada e colocada sob soberania dos Estados Unidos. Os Estados Unidos não transfeririam a zona ao Panamá até 2000.

#### 1900 a 1920: Honduras
No que ficou conhecido como as "Guerras das Bananas", entre o fim da Guerra Hispano-Americana em 1898 e o início da Política da Boa Vizinhança em 1934, os Estados Unidos organizaram muitas invasões e intervenções militares na América Central e no Caribe. O Corpo de Fuzileiros Navais dos Estados Unidos, que na maioria das vezes combateu nessas guerras, desenvolveu um manual chamado The Strategy and Tactics of Small Wars  em 1921 com base em suas experiências. Na ocasião, a Marinha forneceu apoio naval e tropas do exército também foram usadas. A United Fruit Company e a Standard Fruit Company dominavam o importante setor exportador de bananas de Honduras e seus latifúndios e ferrovias associadas. Os Estados Unidos encenaram invasões e incursões de tropas em 1903 (apoiando um golpe de Manuel Bonilla), 1907 (apoiando Bonilla contra um golpe apoiado pela Nicarágua), 1911 e 1912 (defendendo o regime de Miguel R. Davila de uma revolta), 1919 (manutenção da paz durante uma guerra civil e instalação do governo interino de Francisco Bográn), 1920 (defendendo o regime Bográn de uma greve geral), 1924 (defendendo o regime de Rafael López Gutiérrez de uma revolta) e 1925 (defendendo o governo eleito de Miguel Paz Barahona) para defender os interesses estadunidenses. O escritor O. Henry cunhou o termo "república das bananas" em 1904 para descrever Honduras.

### Década de 1910

#### 1912–1933: Nicarágua
O governo dos Estados Unidos invadiu a Nicarágua em 1912, após intermitentes desembarques militares e bombardeios navais estadunidenses nas décadas anteriores. Os Estados Unidos estavam fornecendo apoio político às forças lideradas pelos conservadores que se rebelavam contra o presidente José Santos Zelaya, um liberal. Os motivos dos Estados Unidos incluíram o desacordo com o proposto Canal da Nicarágua, uma vez que os estadunidenses controlavam a Zona do Canal do Panamá - que incluía o Canal do Panamá - e as tentativas do presidente Zelaya de regular o acesso de estrangeiros aos recursos naturais da Nicarágua. Em 17 de novembro de 1909, dois estadunidenses foram executados por ordem de Zelaya depois que os dois homens confessaram ter colocado uma mina no rio San Juan com a intenção de explodir o Diamante. Os Estados Unidos justificaram a intervenção alegando proteger vidas e propriedades estadunidenses. Zelaya renunciou mais tarde naquele ano. Os Estados Unidos ocuparam o país quase continuamente de 1912 a 1933.

#### 1915–1934: Haiti
Os Estados Unidos ocuparam o Haiti de 1915 a 1934. Os bancos estadunidenses emprestaram dinheiro ao Haiti e solicitaram a intervenção do governo dos Estados Unidos. Os Estados Unidos instalaram um novo governo em 1917 e ditaram os termos de uma nova constituição haitiana em 1917, que instituiu mudanças que incluíam o fim da proibição anterior da propriedade de terras por não haitianos. Os Cacos eram originalmente milícias armadas de pessoas anteriormente escravizadas que se rebelaram e assumiram o controle de áreas montanhosas após a Revolução Haitiana em 1804. Tais grupos travaram uma guerra de guerrilha contra a ocupação estadunidense no que ficou conhecido como "Guerras Cacos".

#### 1916–1924: República Dominicana
Os fuzileiros navais estadunidenses invadiram a República Dominicana e a ocuparam de 1916 a 1924, e isso foi precedido por intervenções militares estadunidenses  em 1903, 1904 e 1914. A Marinha dos Estados Unidos instalou seu pessoal em todas as posições-chave no governo e controlou o exército e a polícia dominicana. Dentro de alguns dias, o presidente constitucional, Juan Isidro Jimenes, renunciou.

### Primeira Guerra Mundial e período entreguerras

#### 1918: Rússia
Depois que o novo governo bolchevique se retirou da Primeira Guerra Mundial, os militares estadunidenses e as forças aliadas invadiram a Rússia em 1918. Aproximadamente 250.000 soldados invasores, incluindo tropas da Europa, dos Estados Unidos e do Império do Japão invadiram a Rússia para ajudar o Exército Branco contra o Exército Vermelho do novo governo soviético na Guerra Civil Russa. Os invasores lançaram uma invasão no norte da Rússia a partir de Arkhangelsk e uma invasão na Sibéria a partir de Vladivostok. As forças invasoras incluíam 13.000 tropas estadunidenses cuja missão após o fim da Primeira Guerra Mundial incluía a derrubada do novo governo soviético e a restauração do regime czarista anterior. Os Estados Unidos e outras forças ocidentais não tiveram êxito nesse objetivo e se retiraram em 1920, mas os militares japoneses continuaram a ocupar partes da Sibéria até 1922 e a metade norte de Sacalina até 1925.

#### 1941: Panamá
O governo dos Estados Unidos usou seus contatos na Guarda Nacional do Panamá, que os estadunidenses haviam treinado anteriormente, para orquestrar um golpe contra o governo panamenho em outubro de 1941. Os Estados Unidos haviam solicitado que o governo do Panamá lhe permitisse construir mais de 130 novas  instalações militares dentro e fora da Zona do Canal do Panamá, mas o governo do Panamá recusou esta requisição ao preço proposto pelos estadunidenses. O presidente Arnulfo Arias fugiu do país e Ricardo Adolfo de la Guardia, o líder golpista e amigo do governo estadunidense, tornou-se presidente.

## Guerra Fria

### Década de 1940

#### 1945–1950: Coreia do Sul
Quando o Império do Japão se rendeu em agosto de 1945, foram formados em toda parte da Coreia comitês sob a liderança de Lyuh Woon-Hyung para coordenar a transição para a independência coreana. Em 28 de agosto de 1945, esses comitês formaram um governo nacional temporário na Coreia, nomeando-o República Popular da Coreia algumas semanas depois. Em 8 de setembro de 1945, o governo dos Estados Unidos desembarcou forças na Coreia e depois estabeleceu o Governo Militar do Exército dos Estados Unidos na Coreia (USAMGK) para governar a Coreia ao sul do paralelo 38 norte. O USAMGK constituiu a administração governante com governadores japoneses e muitos outros oficiais japoneses que fizeram parte do brutal governo colonial do Império Japonês e com os coreanos que haviam colaborado com este, o que tornou o governo impopular e gerou resistência. O USAMGK se recusou a reconhecer o governo da República Popular da Coreia - que havia sido formado para autogovernar o país - e o Governo Provisório da República da Coreia, que esteve baseado na China durante a Segunda Guerra Mundial e havia lutado contra os japoneses e, em seguida, o USAMGK por decreto militar baniu o governo da República Popular da Coreia. Em outubro de 1948, o USAMGK enviou unidades para atacar os coreanos que buscavam a independência da Coreia e realizou várias atrocidades em massa, incluindo a morte de centenas de civis coreanos na ilha de Jeju que eram suspeitos de apoiar aqueles favoráveis a independência.
Em 1952, os Joint Chiefs of Staff instruíram o general Mark W. Clark a formular um plano para derrubar o presidente sul-coreano Syngman Rhee temendo que a crise política que surgiu a partir de sua conduta autoritária colocasse em risco os objetivos militares. A Operação Everready, como o plano foi nomeado, foi arquivada assim que Rhee cedeu à pressão estadunidense e libertou os líderes da oposição presos. O plano foi revivido para apreciação em 1953, quando receou-se que Rhee não aceitaria o Acordo de Armistício Coreano.

#### 1946–1949: China
O governo dos Estados Unidos forneceu ajuda militar, logística e de outros tipos para o exército do Partido Nacionalista Chinês (KMT), liderado por Chiang Kai-shek, na Guerra Civil Chinesa contra as forças do Partido Comunista Chinês. Os Estados Unidos transportaram muitas tropas do KMT da China central para a Manchúria. Aproximadamente 50.000 soldados estadunidenses foram enviados para proteger locais estratégicos em Hupeh e Shandong. Os Estados Unidos treinaram e equiparam as tropas do KMT e transportaram tropas coreanas e até mesmo tropas japonesas inimigas de volta para ajudar as forças do KMT a ocupar as zonas chinesas e a conter áreas controladas pelos comunistas. O presidente Harry Truman explicou que: "Ficou perfeitamente claro para nós que, se disséssemos aos japoneses que depusessem suas armas imediatamente e marchassem para o litoral, o país inteiro seria tomado pelos comunistas. Portanto, tivemos que dar o passo incomum de usar o inimigo como guarnição até que pudéssemos transportar as tropas nacionalistas chinesas para o sul da China e enviar fuzileiros navais para proteger os portos marítimos". Dentro de menos de dois anos após a Guerra Sino-Japonesa, o KMT recebeu US $ 4.43 bilhões dos Estados Unidos - a maioria dos quais era ajuda militar.

#### 1946–1949: Grécia
Os militares britânicos, juntamente com as forças gregas governistas, lutaram pelo controle do país na Guerra Civil Grega contra o Exército Democrático da Grécia. O Exército Democrático da Grécia era composto principalmente de partisans comunistas que, como parte do Exército Popular de Libertação da Grécia  no verão de 1944, haviam libertado quase todo o país da ocupação militar do Terceiro Reich. No início de 1947, o governo britânico não podia mais arcar com o enorme custo de financiar a guerra contra a Exército Democrático da Grécia, e de acordo com o Acordo de Percentuais de outubro de 1944 entre Winston Churchill e Joseph Stalin, a Grécia continuaria a fazer parte da esfera de influência ocidental. Consequentemente, os britânicos solicitaram que o governo dos Estados Unidos interviesse e os estadunidenses repassaram ao país equipamento militar, assessores militares e armas.:553–554:129 Com o aumento da ajuda militar dos Estados Unidos, em setembro de 1949, o governo grego acabou vencendo.:616–617

#### 1947 – década de 1970: Itália
Em 1947, a Democracia Cristã (DC), apoiada pelos Estados Unidos e liderada por Alcide De Gasperi, estava perdendo popularidade, e o Partido Comunista da Itália (PCI) estava crescendo particularmente rápido devido a seus esforços de organização apoiando meeiros na Sicília, Toscana e Umbria, movimentos que também foram reforçados pelas reformas de Fausto Gullo, o ministro comunista da agricultura. A DC projetou a expulsão de todos os ministros de esquerda do gabinete em 31 de maio. O PCI não teria uma posição nacional no governo novamente por vinte anos. De Gasperi fez isso sob pressão do secretário de Estado dos Estados Unidos, George Marshall, que o informou que o anticomunismo era uma condição prévia para receber ajuda estadunidense, e do embaixador James Clement Dunn, que havia pedido diretamente a Gasperi para dissolver o parlamento e remover o PCI.
A Agência Central de Inteligência (CIA) reconheceu doar US $ 1 milhão para os partidos centristas italianos para as eleições de 1948. A CIA também publicou cartas forjadas para desacreditar os líderes do Partido Comunista Italiano (PCI). As agências estadunidenses realizaram uma campanha de escrever dez milhões de cartas, fizeram numerosas transmissões de rádio de ondas curtas e financiaram a publicação de livros e artigos, os quais advertiram os italianos do que se acreditavam serem as consequências de uma vitória comunista. A revista Time apoiou a campanha para as audiências domésticas estadunidenses, apresentando o líder do Partido da Democracia Cristã e primeiro-ministro Alcide De Gasperi em sua capa e em sua matéria principal em 19 de abril de 1948. Enquanto isso, os Estados Unidos secretamente convenceram o Partido Trabalhista Britânico a pressionar os social-democratas a encerrar seu apoio ao PCI e promover uma divisão no Partido Socialista Italiano.
A CIA em última análise, gastou pelo menos US $ 65 milhões ajudando eleger políticos italianos, incluindo "todos os democratas cristãos que já ganharam uma eleição nacional na Itália."

#### 1949: Síria
O governo democraticamente eleito de Shukri al-Quwatli foi deposto por uma junta liderada pelo chefe do Estado-Maior do Exército sírio na época, Husni al-Za'im, que se tornou presidente da Síria em 11 de abril de 1949. A natureza exata do envolvimento dos Estados Unidos nesse golpe ainda é altamente controversa.

### Década de 1950

#### 1952: Egito
O Projeto FF (o "FF" que significa "Fat Fucker") foi um programa da CIA projetado inicialmente para modernizar o Reino do Egito sob Farouk I, aproximando o Egito para o campo anti-soviético. No entanto, a falta de vontade do rei em consentir levou Kermit Roosevelt Jr. a apoiar os esforços para substituir o regime inteiramente. Ao ouvir rumores do descontentamento dentro do exército egípcio, Roosevelt encontrou-se com os líderes nacionalistas e anticomunistas do Movimento dos Oficiais Livres, mais notavelmente o futuro presidente egípcio Gamal Abdel Nasser, e informou-os do apoio estadunidense ao seu iminente golpe de Estado. Em 23 de julho de 1952, o Movimento dos Oficiais Livres derrubou a monarquia e estabeleceu a República do Egito.

#### 1953: Irã
O golpe de Estado no Irã em 1953 (conhecido no Irã como o "golpe de 28 Mordad") foi a deposição do governo democraticamente eleito do primeiro-ministro iraniano Mohammad Mosaddegh em 19 de agosto de 1953, orquestrada pelas agências de inteligência do Reino Unido (sob o nome "Operação Boot") e dos Estados Unidos (sob o nome "TPAJAX Project"). O golpe constatou a transição de Mohammad Reza Pahlavi de um monarca constitucional para um autoritário que dependia fortemente do apoio do governo dos Estados Unidos para manter o poder até sua própria deposição em fevereiro de 1979.

#### 1954: Guatemala
Em uma operação da CIA de codinome "Operação PBSUCCESS", o governo dos Estados Unidos executou um golpe de Estado que depôs o governo democraticamente eleito do presidente Jacobo Árbenz e instalou Carlos Castillo Armas, o primeiro de uma linha de ditadores de direita em seu lugar. Não só foi feito com o propósito ideológico de contenção, mas a CIA tinha sido abordada pela United Fruit Company, uma vez que viu uma possível perda nos lucros devido à situação dos trabalhadores no país. O sucesso percebido da operação faria dela um modelo para futuras operações da CIA, uma vez que a agência mentiu para o presidente dos Estados Unidos ao informá-lo sobre o número de vítimas.

#### 1955–1960: Laos
O governo dos Estados Unidos assumiu o financiamento do orçamento militar do Governo Real do Laos em sua guerra civil contra o movimento comunista Pathet Lao, que havia tomado o controle de uma parte do país. Os Estados Unidos pagaram 100% do orçamento militar do governo e em 1957 pagavam os salários do Exército Real do Laos. Além disso, os Estados Unidos estabeleceram o encoberto Programs Evaluation Office para mobilizar pessoal civil estadunidense com experiência militar, porque um tratado que os Estados Unidos haviam assinado proibia expressamente os conselheiros militares estadunidenses. Em julho de 1959, porém, os Estados Unidos enviaram unidades de comando vestidas como civis para treinar o Exército Real do Laos.

#### Golpes fracassados na Síria
- 1956: Operação Straggle. A CIA fez planos para um golpe de Estado no final de outubro de 1956 para derrubar o governo sírio. O plano implicava a tomada pelos militares sírios de importantes cidades e passagens de fronteira.[63][64][65]  O plano foi adiado quando Israel invadiu o Egito em outubro de 1956 e os organizadores estadunidenses consideraram que sua operação não teria sucesso em um momento em que o mundo árabe estava lutando contra a "agressão israelense". A operação foi descoberta e os conspiradores estadunidenses tiveram que fugir do país.[66]

- 1957: Operação Wappen. Uma segunda tentativa de golpe de Estado no ano seguinte considerou o assassinato de altos oficiais sírios, encenando incidentes militares na fronteira síria para responsabilizar a Síria e depois ser usada como pretexto para uma invasão por tropas iraquianas e jordanianas, uma intensa campanha de propaganda estadunidense visando a população síria, e "sabotagem, conspirações nacionais e diversas atividades intimidadoras" para responsabilizar Damasco.[67][68][65][69] Esta operação falhou quando oficiais militares sírios pagos com milhões de dólares em subornos para realizar o golpe revelaram o complô para a inteligência síria. O Departamento de Estado dos Estados Unidos negou a acusação de uma tentativa de golpe e juntamente com a mídia estadunidense acusou a Síria de ser um "satélite" da URSS.[68][70][71]

#### 1957–1959: Indonésia
Como membro fundador do Movimento Não Alinhado e sede da Conferência de Bandung de abril de 1955, a Indonésia estava traçando um rumo para uma política externa independente que não estava militarmente comprometida com nenhum dos lados da Guerra Fria. A partir de 1957, a CIA apoiou um plano golpista fracassado de rebeldes militares indonésios. Pilotos da CIA, como Allen Lawrence Pope, pilotaram aviões operados pela organização de fachada da CIA, Civil Air Transport (CAT), que bombardeou alvos civis e militares na Indonésia. A CIA instruiu os pilotos da CAT a alvejar o transporte comercial a fim de afugentar os navios mercantes estrangeiros das águas indonésias, enfraquecendo assim a economia indonésia e, por conseguinte, desestabilizando o governo democraticamente eleito da Indonésia. O bombardeio aéreo da CIA resultou no afundamento de vários navios comerciais e no bombardeio de um mercado que matou muitos civis. A tentativa de golpe falhou na época e o presidente Dwight D. Eisenhower negou qualquer envolvimento dos Estados Unidos.

#### 1958: Líbano
Os Estados Unidos lançaram a Operação Blue Bat em julho de 1958 para intervir na crise do Líbano de 1958. Esta foi a primeira aplicação da Doutrina Eisenhower, segundo a qual os Estados Unidos deveriam intervir para proteger os regimes considerados ameaçados pelo comunismo internacional. O objetivo da operação era reforçar o governo libanês pró-ocidente do presidente Camille Chamoun contra a oposição interna e as ameaças da Síria e do Egito.

#### 1959: Iraque
Richard Sale, da United Press International, citando Adel Darwish e outros especialistas, relatou que a tentativa de assassinato de outubro de 1959 contra o primeiro-ministro iraquiano Abd al-Karim Qasim envolvendo o jovem Saddam Hussein e outros conspiradores baathistas foi uma colaboração entre a CIA e a inteligência egípcia. Bryan R. Gibson contestou a veracidade de Sale e Darwish, citando documentos desclassificados que indicam que a CIA foi surpreendida pelo timing da tentativa de assassinato de Qasim e que o Conselho de Segurança Nacional "tinha acabado de reafirmar [sua] política de não-intervenção" seis dias antes do ocorrido. Embora a tentativa de assassinato tenha fracassado depois que Saddam (que deveria apenas dar cobertura) abriu fogo contra Qasim — forçando Saddam a passar mais de três anos no exílio na República Árabe Unida sob ameaça de morte caso  retornasse ao Iraque — isso levaria à ampla exposição de Saddam e do Ba'ath dentro do Iraque, quando ambos já estavam definhando na obscuridade, e mais tarde se tornou uma parte crucial da imagem pública de Saddam durante seu mandato como presidente do Iraque. É possível que Saddam tenha visitado a embaixada dos Estados Unidos no Cairo durante seu exílio.

### Década de 1960

#### 1960: Congo
Em janeiro de 1961, o primeiro-ministro democraticamente eleito do Congo, Patrice Lumumba, foi morto pelo regime de Mobutu Sese Seko em um golpe orquestrado pelas atividades da CIA sob o governo Eisenhower, como resultado dos receios em torno do desenvolvimento das relações do primeiro-ministro. com os governos soviético e chinês. Mobutu subsequentemente instituiu um regime totalitário cujas ações contribuíram para a atual situação do país empobrecido e acossado pela guerra.

#### 1960: Laos
Em 9 de agosto de 1960, o Capitão Kong Le com seu batalhão de paraquedistas assumiu o controle da capital administrativa, Vientiane, em um golpe sem derramamento de sangue em uma plataforma "neutralista" com os objetivos declarados de acabar com a guerra civil no Laos, encerrar a interferência estrangeira no país, acabar com a corrupção causada pela ajuda externa e melhorar o tratamento para soldados. Com o apoio da CIA, o marechal-de-campo Sarit Thanarat, o primeiro-ministro da Tailândia, criou um grupo secreto de assessoria militar tailandesa chamado Kaw Taw. O Kaw Taw, juntamente com a CIA, orquestrou um contra-golpe em novembro de 1960 contra o novo governo neutralista em Vientiane, fornecendo artilharia, artilheiros e assessores ao general Phoumi Nosavan, primo de Sarit. Também implantou a Unidade de Reforço Aéreo da Polícia, patrocinada pela CIA, para operações no Laos. Com a ajuda da organização de fachada da CIA, a Air America, para transporte aéreo de suprimentos de guerra e outras assistências militares e ajuda secreta estadunidense a partir da Tailândia, as forças do general Phoumi Nosavan capturaram Vientiane em novembro de 1960.

#### 1961: República Dominicana

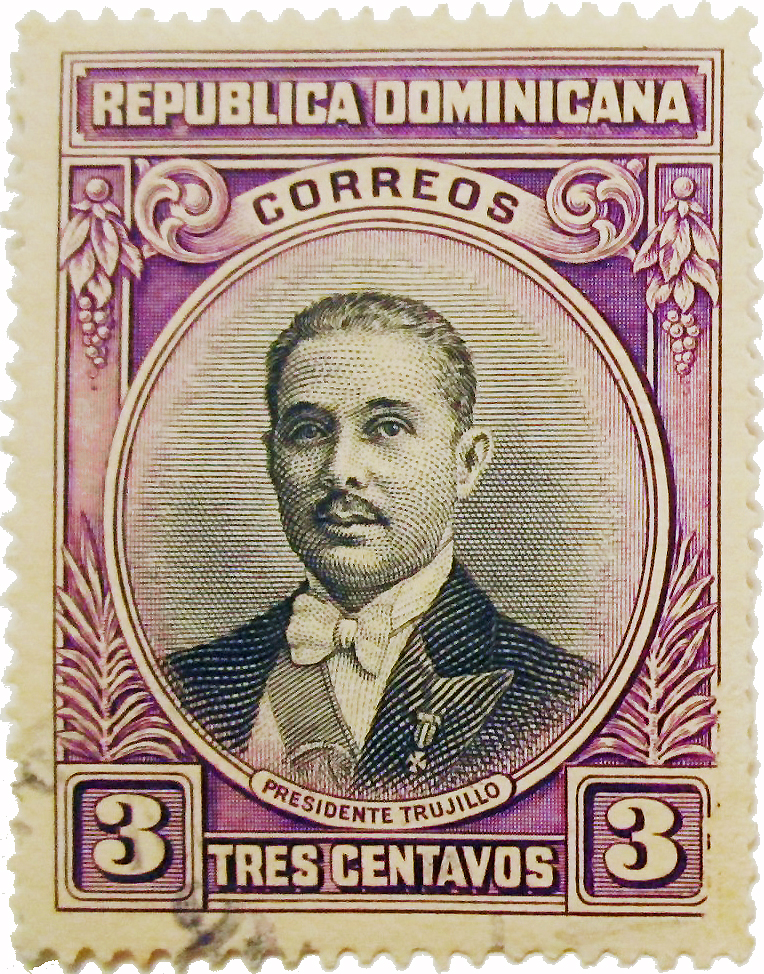
Trujillo stamp from 1933

Em maio de 1961, o governante da República Dominicana, Rafael Trujillo, foi assassinado com armas fornecidas pela Agência Central de Inteligência dos Estados Unidos (CIA). Um memorando interno da CIA afirma que uma investigação do Office of Inspector General  de 1973 sobre o assassinato revelou "um envolvimento bastante extenso da Agência com os conspiradores". A CIA descreveu seu papel em "mudar" o governo da República Dominicana como um "sucesso", na medida em que ajudou a transferir a República Dominicana de uma ditadura totalitária para uma democracia ao estilo ocidental." Juan Bosch, um beneficiário anterior de financiamento da CIA, foi eleito presidente da República Dominicana em 1962 porém seria deposto em 1963.

#### Década de 1960: Cuba
A CIA orquestrou uma força composta de exilados cubanos treinados pela CIA para invadir Cuba com apoio e equipamento dos militares estadunidense, numa tentativa de derrubar o governo cubano de Fidel Castro. A invasão foi lançada em abril de 1961, três meses depois de John F. Kennedy ter assumido a presidência nos Estados Unidos. As forças armadas cubanas, treinadas e equipadas pelas nações do bloco oriental, derrotaram os combatentes invasores em três dias.
A Operação Mongoose foi um longo esforço do governo dos Estados Unidos para derrubar o governo de Cuba. A operação incluiu guerra econômica, abrangendo um embargo contra Cuba, "para induzir o fracasso do regime comunista em suprir as necessidades econômicas de Cuba", uma iniciativa diplomática para isolar Cuba e operações psicológicas "para aumentar o ressentimento popular contra o regime". A ramificação da operação da guerra econômica também incluiu a infiltração de agentes da CIA para realizar muitos atos de sabotagem contra alvos civis, tal como ponte ferroviária, instalações de armazenamento de melaço, usina de energia elétrica e colheita de açúcar, não obstante os repetidos pedidos de Cuba ao governo dos Estados Unidos para cessar suas operações armadas. Além disso, a CIA orquestrou uma série de tentativas de assassinato contra Fidel Castro, chefe do governo de Cuba, incluindo tentativas que implicaram a colaboração da CIA com a máfia americana.

#### 1961–1964: Brasil
Quando o presidente do Brasil Jânio Quadros renunciou em agosto de 1961, foi legalmente sucedido por João Goulart, o vice-presidente eleito democraticamente do país. Goulart era um defensor dos direitos democráticos, da legalização do Partido Comunista e das reformas econômicas e agrárias, mas o governo dos Estados Unidos insistiu que ele impusesse um programa de austeridade econômica. O governo dos Estados Unidos implementou um esforço de desestabilização do Brasil, cortando a ajuda ao governo brasileiro, fornecendo ajuda aos governadores do Brasil que se opuseram ao novo presidente e encorajando altos oficiais militares brasileiros a tomarem o poder e apoiarem o chefe do Estado-Maior do Exército, general Humberto Castelo Branco, como líder golpista.  O general Castelo Branco liderou a deposição do governo constitucional do presidente João Goulart em abril de 1964 e foi instalado como primeiro presidente do regime militar, declarando imediatamente o estado de sítio e prendendo mais de 50.000 adversários políticos no primeiro mês da tomada do poder, enquanto o governo dos Estados Unidos expressou aprovação e reinstituiu a ajuda e o investimento no país.

#### 1963: Iraque
Várias fontes, notavelmente Said Aburish, alegaram que o golpe de fevereiro de 1963 que resultou na formação de um governo baathista no Iraque foi "planejado" pela CIA. No entanto, nenhum documento desclassificado estadunidense confirmou essa alegação. Tareq Y. Ismael, Jacqueline S. Ismael e Glenn E. Perry afirmam que "as forças baathistas e oficiais do exército derrubaram Qasim em 8 de fevereiro de 1963, em colaboração com a CIA." Por outro lado, Gibson argumenta que "a preponderância das evidências corrobora a conclusão de que a CIA não esteve por trás do golpe baathista de fevereiro de 1963".  Os Estados Unidos ofereceram apoio material para o novo governo baathista após o golpe, apesar de um sangrento expurgo anticomunista e das atrocidades contra rebeldes curdos e civis iraquianos. Por causa disso, Nathan Citino afirma: "Embora os Estados Unidos não tenham iniciado o golpe do Ramadã, na melhor das hipóteses, tolerou e, na pior das hipóteses, contribuiu para a violência que se seguiu." O governo baathista colapsou em novembro de 1963 com a questão da unificação com a Síria (onde um ramo rival do Partido Baath havia tomado o poder em março). Tem havido muita discussão acadêmica com relação às alegações do rei Hussein da Jordânia e outros de que a CIA (ou outras agências estadunidenses) forneceu ao governo baathista listas de comunistas e outros esquerdistas, que foram então presos ou mortos pela milícia do Partido Baath - a Guarda Nacional. Gibson e Hanna Batatu enfatizam que as identidades dos membros do Partido Comunista Iraquiano eram publicamente conhecidas e que o Baath não precisaria confiar na inteligência estadunidense para identificá-las, enquanto o Citino considera as alegações plausíveis porque a embaixada dos Estados Unidos no Iraque havia realmente compilado tais listas e porque os membros da Guarda Nacional Iraquiana envolvidos na depuração receberam treinamento nos Estados Unidos.

#### 1963: Vietnã
Embora os Estados Unidos fossem aliados do Vietnã do Sul durante a Guerra do Vietnã, o governo Kennedy tornar-se-ia cada vez mais frustrado com o governo corrupto e repressivo do presidente sul-vietnamita Ngo Dinh Diem. Em vista da recusa de Diem de adotar reformas, as autoridades estadunidenses debateram se deveriam apoiar os esforços para substituí-lo. Esses debates resultaram no envio do telegrama 243 em 24 de agosto de 1963, que instruiu o embaixador dos Estados Unidos no Vietnã do Sul, Henry Cabot Lodge Jr., a "examinar todas as possíveis alternativas de liderança e fazer planos detalhados sobre como poderíamos conduzir a substituição de Diem caso isso se tornar necessário". Lodge e seu oficial de ligação, Lucien Conein, estabeleceram contato com oficiais descontentes do Exército da República do Vietnã e estimularam sua decisão de derrubar Diem. Esses esforços culminaram em um golpe de Estado em 2 de novembro de 1963, durante o qual Diem e seu irmão Ngô Đình Nhu foram assassinados.
Os Pentagon Papers concluíram que "a partir de agosto de 1963 nós, de diferentes maneiras, autorizamos, sancionamos e encorajamos os esforços de golpe dos generais vietnamitas e oferecemos apoio total para um governo sucessor. Em outubro, cortamos a ajuda a Diem em uma rejeição direta, dando permissão aos generais. Mantivemos contato clandestino com eles durante todo o planejamento e execução do golpe e procuramos rever seus planos operacionais e propusemos novo governo."

#### 1965–1966: República Dominicana
Na Guerra Civil Dominicana de 1965, uma junta liderada pelo presidente Donald Reid Cabral lutava contra as forças "constitucionalistas" ou "rebeldes" que defendiam a restauração do poder ao primeiro presidente democraticamente eleito da República Dominicana, o presidente Juan Bosch, cujo mandato havia sido interrompido por um golpe de Estado. Os Estados Unidos lançaram a "Operação Power Pack", uma operação militar para interpor os militares estadunidenses entre os rebeldes e as forças da junta, a fim de impedir o avanço dos rebeldes e, possivelmente, sua vitória. A maioria dos conselheiros civis indicou contrariedade a uma intervenção imediata na esperança de que a junta pudesse pôr fim à guerra civil, mas o presidente dos Estados Unidos Lyndon B. Johnson aceitou o conselho de seu embaixador em Santo Domingo, William Tapley Bennett, que sugeriu a intervenção estadunidense. O chefe do Estado-Maior General Wheeler disse a um subordinado: "Sua missão não anunciada é impedir que a República Dominicana se tornasse comunista". Uma frota de 41 embarcações estadunidenses foi enviada para bloquear a ilha quando os Estados Unidos invadiram. Em última análise, 42.000 soldados e fuzileiros navais foram ordenados para a República Dominicana e os Estados Unidos ocuparam o país.

#### 1965-1967: Indonésia
Oficiais subalternos do exército e o comandante da guarda do palácio do presidente Sukarno acusaram os militares dos altos escalões da Indonésia de planejar um golpe de Estado apoiado pela CIA contra Sukarno e mataram seis generais em 1 de outubro de 1965. O general Muhammad Suharto e outros altos oficiais militares atacaram os oficiais subalternos no mesmo dia e acusaram o Partido Comunista da Indonésia (PKI) de orquestrar o assassinato dos seis generais. O exército lançou uma campanha de propaganda baseada em mentiras e agitaram as turbas civis para atacar os supostos defensores do PKI e outros oponentes políticos. Forças do governo indonésio com a colaboração de alguns civis perpetraram assassinatos em massa durante muitos meses. A CIA reconheceu que "em termos do número de pessoas mortas, os massacres anticomunistas e anti-chineses na Indonésia classificam-se como um dos piores assassinatos em massa do século XX". As estimativas do número de civis mortos variam de meio milhão a um milhão, mas estimativas mais recentes colocam o número em dois a três milhões. O embaixador dos Estados Unidos, Marshall Green, encorajou os líderes militares a agir com força contra os oponentes políticos. Em 2017, documentos desclassificados da Embaixada dos Estados Unidos em Jacarta confirmaram que os Estados Unidos tinham conhecimento detalhado e contínuo dos assassinatos em massa e os facilitaram e os encorajaram ativamente por seus próprios interesses geopolíticos. Diplomatas estadunidenses admitiram à jornalista Kathy Kadane, em 1990, que haviam fornecido ao exército indonésio milhares de nomes de supostos partidários do PKI e outros supostos esquerdistas e que os oficiais estadunidenses haviam,  em seguida, retirado de suas listas aqueles que haviam sido assassinados. A base de apoio do presidente Sukarno foi em grande parte aniquilada, aprisionada e o restante aterrorizada, e assim ele foi forçado a deixar o poder em 1967, substituído por um regime militar autoritário liderado pelo general Suharto.  Alguns acadêmicos atualmente referem aos assassinatos em massa como um genocídio.

#### 1967: Grécia
Em 21 de abril de 1967, apenas algumas semanas antes das eleições marcadas, um grupo de oficiais de direita  do exército liderados pelo brigadeiro-general Stylianos Pattakos e os coronéis George Papadopoulos e Nikolaos Makarezos tomaram o poder em um golpe de Estado.  Os líderes golpistas posicionaram tanques em locais estratégicos em Atenas, ganhando efetivamente o controle total da cidade.
Ao mesmo tempo, um grande número de pequenas unidades móveis foram enviadas para prender políticos importantes, figuras de autoridade e cidadãos comuns suspeitos de simpatias com a esquerda, segundo listas preparadas com antecedência. Um dos primeiros a ser preso foi o tenente-general Grigorios Spandidakis, comandante-em-chefe do exército grego. Os coronéis persuadiram Spandidakis a juntar-se a eles, fazendo-o ativar um plano de ação previamente elaborado para levar o golpe adiante. Nas primeiras horas da manhã, toda a Grécia estava sob controle dos coronéis. Todos os principais políticos, incluindo o primeiro-ministro em exercício, Panagiotis Kanellopoulos, foram presos e mantidos incomunicáveis pelos conspiradores. Às 6:00 da manhã EET, Papadopoulos anunciou que onze artigos da constituição grega foram suspensos.
O fundador do partido de esquerda União do Centro, Georgios Papandreou, foi preso após uma incursão noturna em sua villa em Kastri, Attica. Andreas Papandreou foi preso no mesmo período, depois que sete soldados armados com baionetas e uma metralhadora entraram à força em sua casa. Andreas escapou para o telhado de sua casa, mas se rendeu depois que um dos soldados apontou uma arma para a cabeça de seu filho, então com catorze anos de idade, George Papandreou. Gust Avrakotos, um oficial de alto escalão da CIA na Grécia, que era próximo dos coronéis, supostamente os aconselhou a "atirar no filho da puta porque ele vai voltar para assombrá-lo".
Os críticos estadunidenses do golpe incluíram o então senador Lee Metcalf, que criticou o governo Johnson por fornecer ajuda a um "regime militar de colaboradores e simpatizantes do nazismo". Phillips Talbot, o embaixador dos Estados Unidos em Atenas, desaprovou o golpe, queixando-se de que representava "um estupro de democracia", ao que John M. Maury, chefe da estação da CIA em Atenas, respondeu: "Como você pode estuprar uma prostituta?" A CIA afirma que o timing do golpe aparentemente pegou a agência de surpresa.

### Década de 1970

#### 1971: Bolívia
O governo dos Estados Unidos apoiou o golpe de 1971 liderado pelo general Hugo Banzer, que depôs o presidente Juan José Torres, da Bolívia. Torres desagradou Washington ao convocar uma "Asamblea del Pueblo" (Assembleia do Povo ou Assembléia Popular), na qual representantes de setores proletários específicos da sociedade estavam representados (mineiros, professores sindicalizados, estudantes, camponeses) e, mais genericamente, liderando o país, o que foi percebido como uma direção a esquerda. Banzer eclodiu uma sangrenta revolta militar, que teve inicio em 18 de agosto de 1971, na qual conseguiria tomar o poder em 22 de agosto de 1971. Após Banzer ascender o poder, os Estados Unidos forneceram extensa ajuda militar e outros auxílios para a ditadura Banzer uma vez que esta reprimiu a liberdade de expressão e dissensão, torturou milhares, "desapareceu" e assassinou centenas e fechou sindicatos e universidades. Torres, que havia fugido da Bolívia, seria sequestrado e assassinado em 1976 como parte da Operação Condor, a campanha de repressão política e terrorismo de Estado dos ditadores de direita sul-americanos apoiada pelos Estados Unidos.

#### 1972-1975: Iraque
Os Estados Unidos secretamente forneceram milhões de dólares para a insurgência curda apoiada pelo Irã contra o governo iraquiano. O papel dos Estados Unidos era tão secreto que até o Departamento de Estado dos Estados Unidos e o "40 Committee", criados para supervisionar as operações encobertas, não foram informados. As tropas do Partido Democrático Curdo foram lideradas por Mustafa Barzani. Notavelmente, sem o conhecimento dos curdos, essa era uma ação de mudança de regime encoberta que os estadunidenses queriam fracassar, destinada apenas a drenar os recursos do país. Os Estados Unidos suspenderam abruptamente o apoio aos curdos em 1975 e, apesar dos pedidos de ajuda curdos, recusaram-se a estender até mesmo a ajuda humanitária aos milhares de refugiados curdos criados como resultado do colapso da insurgência.

#### 1973: Chile
O presidente democraticamente eleito Salvador Allende foi deposto pelas forças armadas e pela polícia nacional chilena. O golpe de Estado de 1973 ocorreu após um período prolongado de agitação social e política entre o Congresso do Chile dominado pela direita e Allende, bem como uma guerra econômica empreendida pelo governo dos Estados Unidos. Como um prelúdio para o golpe, o chefe de gabinete do exército chileno,René Schneider, um general dedicado a preservar a ordem constitucional, foi assassinado em 1970 durante uma tentativa frustrada de sequestro apoiada pela CIA. O regime de Augusto Pinochet, que chegou ao poder com o golpe, é notável por ter, por estimativas conservadoras, "desaparecido" com cerca de 3200 dissidentes políticos, encarcerado 30.000 (muitos dos quais foram torturados), e exilado cerca de 200.000 chilenos. A CIA, através do Projeto FUBELT (também conhecido como Track II), trabalhou secretamente para orquestrar as condições para o golpe. Inicialmente, os Estados Unidos negaram qualquer envolvimento, mas muitos documentos relevantes foram desclassificados nas décadas seguintes.

#### 1979-1989: Afeganistão
No que ficou conhecido como "Operação Ciclone", o governo dos Estados Unidos secretamente forneceu armas e financiamento para diversos de senhores da guerra e várias facções de guerrilheiros jihadistas conhecidos como os Mujahideen do Afeganistão lutando para derrubar o governo afegão e as forças militares soviéticas que o apoiavam. Através do Inter-Services Intelligence (ISI) do Paquistão, os Estados Unidos canalizaram treinamento, armas e dinheiro para os combatentes afegãos, incluindo jihadistas que mais tarde ficaram conhecidos como  Talibãs, e a um custo estimado de US $ 800 milhões para 35.000 combatentes estrangeiros árabes. Os árabes afegãos também se "beneficiariam indiretamente a partir do financiamento da CIA, através do ISI e das organizações de resistência" Alguns dos maiores beneficiários afegãos da CIA eram comandantes arabistas como Jalaluddin Haqqani e Gulbuddin Hekmatyar que foram principais aliados de Osama Bin Laden durante muitos anos. Alguns dos militantes financiados pela CIA se tornariam parte da al Qaeda mais tarde, incluindo Osama Bin Laden, de acordo com o ex-secretário de Relações Exteriores Robin Cook e outras fontes. No entanto, essas alegações são rejeitadas por Steve Coll ("Se a CIA teve contato com bin Laden durante a década de 1980 e, posteriormente, encobriu, até agora fez um excelente trabalho"), Peter Bergen ("A teoria de que Bin Laden foi criado pela CIA é invariavelmente desenvolvida como um axioma sem evidência corroborante")  e Jason Burke ("Costuma-se dizer que bin Laden foi financiado pela CIA. Isso não é verdade, e, de fato, teria sido impossível, dada a estrutura de financiamento que o general Zia ul-Haq, que havia assumido o poder no Paquistão em 1977, havia estabelecido"). Embora a Operação Ciclone tenha terminado oficialmente em 1989 com a retirada das tropas soviéticas do Afeganistão, o financiamento do governo dos Estados Unidos para os Mujahideen continuou até 1992, quando os Mujahideen derrubaram o governo afegão em Cabul.

### Década de 1980

#### 1980-1989: Polônia
Ao contrário do governo Carter, as políticas de Reagan apoiaram o movimento Solidariedade na Polônia e - com base na inteligência da CIA - empreenderam uma campanha de relações públicas para impedir o que o governo Carter considerou "um movimento iminente de grandes forças militares soviéticas na Polônia". Michael Reisman, da Yale Law School, nomeou as operações na Polônia como uma das ações secretas da CIA durante a Guerra Fria. O coronel Ryszard Kukliński, um oficial superior do Estado-Maior polonês, estava secretamente enviando relatórios à CIA. A CIA transferiu cerca de US $ 2 milhões anuais em dinheiro para o Solidarność, num total de US $ 10 milhões ao longo de cinco anos. Não havia ligações diretas entre a CIA e o Solidariedade, e todo o dinheiro era canalizado através de terceiros.  Oficiais da CIA foram impedidos de se reunir com líderes do Solidarnosc e os contatos da CIA com ativistas do movimento foram mais fracos do que os da AFL-CIO, o qual levantou US $ 300.000 de seus membros, que forneciam material e dinheiro diretamente ao Solidariedade, sem controle de uso deste pelo Solidariedade. O Congresso dos Estados Unidos  autorizou o National Endowment for Democracy para promover a democracia, e este alocou US $ 10 milhões para o Solidariedade.
Quando o governo polonês lançou a lei marcial em dezembro de 1981, no entanto, o Solidariedade não foi alertado. Explicações possíveis para isso variam; alguns acreditam que a CIA foi pega de surpresa, enquanto outros sugerem que os decisores políticos estadunidenses consideravam uma repressão interna como preferível a uma "inevitável intervenção soviética". O apoio da CIA ao Solidariedade incluía dinheiro, equipamento e treinamento, que era coordenado pelas operações especiais. Henry Hyde, membro do comitê de inteligência da Câmara dos Representantes dos Estados Unidos, declarou que os Estados Unidos  forneciam "suprimentos e assistência técnica em termos de jornais clandestinos, radiodifusão, propaganda, dinheiro, ajuda organizacional e conselhos".  Os fundos iniciais para ações encobertas da CIA foram de US $ 2 milhões, mas logo após a autorização foram aumentados e em 1985 a CIA se infiltrou com sucesso na Polônia.

#### 1980-1992: El Salvador
O governo de El Salvador travou uma sangrenta guerra civil contra a Frente Farabundo Martí de Libertação Nacional (FMLN), uma organização guarda-chuva de grupos de oposição política de esquerda, e contra líderes de cooperativas agrícolas, líderes trabalhistas e outros que defendiam a reforma agrária e melhores condições para "camponeses" (rendeiros e outros trabalhadores agrários) que apoiaram a FMLN. O exército salvadorenho organizou esquadrões da morte militares para aterrorizar a população civil rural para que esta cessasse seu apoio à FMLN. As forças governamentais mataram mais de 75.000 civis durante a guerra entre 1980 e 1992. O governo dos Estados Unidos forneceu treinamento militar e armas para os militares salvadorenhos. O Batalhão Atlacatl, um batalhão de contra-insurgência, foi organizado em 1980 na Escola das Américas e teve um papel de liderança na política militar de "terra arrasada" contra a FLMN e nas aldeias rurais que a apoiavam. Os soldados do Atlacatl foram equipados e dirigidos por conselheiros militares estadunidenses que operavam em El Salvador.  O Batalhão de Atlacatl também participou do Massacre de El Mozote em dezembro de 1981. Em maio de 1983, oficiais estadunidenses assumiram posições nos altos escalões das forças armadas salvadorenhas, estavam tomando decisões críticas e administrando a guerra. Uma comissão de apuração de fatos do Congresso dos Estados Unidos concluiu que a política de repressão de "secar o oceano" do exército de El Salvador implicava em eliminar "aldeias inteiras do mapa, para isolar os guerrilheiros e negar-lhes qualquer base rural da qual possam se suprir". A estratégia de "secar o oceano" ou "terra arrasada" foi baseada em táticas semelhantes àquelas empregadas pela contra-insurgência da junta na vizinha Guatemala e foram derivadas e adaptadas da estratégia dos Estados Unidos durante a Guerra do Vietnã e ensinadas por assessores militares estadunidenses.

#### 1982–1989: Nicarágua
O governo dos Estados Unidos tentou derrubar o governo da Nicarágua ao armar secretamente, treinar e financiar os Contras, um grupo rebelde baseado em Honduras que foi criado para sabotar a Nicarágua e desestabilizar o governo nicaraguense. Como parte do treinamento, a CIA distribuiu um manual detalhado intitulado "Psychological Operations in Guerrilla Warfare", que instruiu os Contras, entre outras coisas, sobre como explodir prédios públicos, assassinar juízes, criar mártires e chantagear cidadãos comuns. Além de orquestrar os Contras, o governo estadunidense também explodiu pontes e minou o porto de Corinto, causando o afundamento de vários navios civis nicaraguenses e estrangeiros e muitas mortes de civis. Após a Emenda Boland ter tornado ilegal o patrocínio das atividades dos Contras pelo governo estadunidense, a administração do presidente Reagan vendeu secretamente armas ao governo iraniano para financiar um aparato secreto do governo dos Estados Unidos que continuava a financiar ilegalmente os Contras, no que ficou conhecido como o caso Irã-Contras.  Os Estados Unidos continuaram a armar e treinar os Contras mesmo depois que o governo sandinista da Nicarágua venceu as eleições de 1984.

#### 1983: Granada
No que o governo dos Estados Unidos chamou de Operação Fúria Urgente, os militares estadunidenses invadiram a pequena nação insular de Granada para remover o governo marxista que a administração Reagan considerou condenável. A Assembleia Geral das Nações Unidas chamou a invasão de "uma violação flagrante da lei internacional", mas uma resolução similar amplamente apoiada pelo Conselho de Segurança das Nações Unidas foi vetada pelos Estados Unidos.

#### 1989: Panamá
Em dezembro de 1989, em uma operação militar chamada Operação Justa Causa, os Estados Unidos invadiram o Panamá. O presidente George H. W. Bush lançou a guerra dez anos depois que os Tratados Torrijos-Carter foram ratificados para transferir o controle do Canal do Panamá dos Estados Unidos para o Panamá no ano 2000. Os Estados Unidos depuseram o líder panamenho de facto, o general e ditador Manuel Noriega. O presidente eleito Guillermo Endara foi empossado no cargo e a Força de Defesa do Panamá foi dissolvida.

## Pós-Guerra Fria

### Década de 1990

#### 1991: Kuwait
Depois que o Iraque invadiu o Kuwait em agosto de 1990, o governo dos Estados Unidos fez lobby aos governos representados no Conselho de Segurança das Nações Unidas para apoiarem uma resolução autorizando os membros da ONU a usar "todos os meios necessários" para retirar as forças iraquianas do Kuwait. A Resolução 678, incluindo tal linguagem, foi aprovada e os Estados Unidos reuniram uma força de coalizão de 34 países para intervir. A operação foi lançada em janeiro de 1991 e possuiu o codinome "Operação Tempestade no Deserto". A coalizão liderada pelos Estados Unidos repeliu as forças iraquianas do Kuwait e retornou o poder ao emir, xeique Jaber Al-Ahmad Al-Sabah.

#### 1994–2000: Iraque
A CIA lançou a Operação DBACHILLES, uma operação golpista contra o governo iraquiano, recrutando Ayad Allawi, que liderava o Acordo Nacional Iraquiano, uma rede de iraquianos que se opunha ao governo de Saddam Hussein, como parte da operação. A rede incluía militares iraquianos e oficiais de inteligência, mas foi infiltrada por pessoas leais ao governo iraquiano.  Também usando Ayad Allawi e sua rede, a CIA dirigiu uma campanha de sabotagem e bombardeio em Bagdá entre 1992 e 1995, contra alvos que - segundo o governo iraquiano na época - mataram muitos civis, incluindo pessoas em uma sala de cinema lotada.  A campanha de bombardeio da CIA pode ter sido apenas um teste da capacidade operacional da rede de ativos da CIA no terreno e não pretendia ser o lançamento do golpe em si. O golpe foi malsucedido, mas Ayad Allawi foi mais tarde nomeado primeiro-ministro do Iraque pelo Conselho Governante Iraquiano, criado pela coalizão liderada pelos Estados Unidos após a invasão e ocupação do Iraque em março de 2003. Como uma medida não secreta, os Estados Unidos em 1998 promulgaram a "Iraq Liberation Act", que afirma, em parte, que "deve ser a política dos Estados Unidos apoiar os esforços para remover o regime liderado por Saddam Hussein do poder no Iraque" e destinar fundos para a ajuda estadunidense "às organizações democráticas da oposição iraquiana".

#### 1997: Indonésia
A administração Clinton viu uma oportunidade para derrubar o presidente indonésio Suharto, quando seu governo sobre a Indonésia tornou-se cada vez mais precário  depois da crise financeira asiática de 1997. As autoridades estadunidenses tentaram exacerbar a crise monetária da Indonésia fazendo com que o Fundo Monetário Internacional se opusesse aos esforços de Suharto para estabelecer um comité monetário para estabilizar a rupia, provocando assim descontentamento. O diretor do FMI, Michel Camdessus, gabou-se: "criamos as condições que obrigaram o presidente Suharto a deixar o cargo". O ex-secretário de Estado dos Estados Unidos Lawrence Eagleburger comentou mais tarde: "Fomos bastante espertos ao apoiarmos o FMI quando este derrubou [Suharto]. Se isso foi uma maneira sábia de proceder é outra questão. Eu não estou dizendo que o Sr. Suharto deveria ter ficado, mas eu meio que gostaria que ele tivesse saído em termos diferentes daqueles pelo qual o FMI o expulsou". Centenas morreriam na crise que se seguiu.

### Década de 2000

#### 2000: Iugoslávia
Do período de 1998 a 2000, pouco mais de 100.000.000 dólares foram canalizados do Departamento de Estado dos EUA através de Quangos para os partidos da oposição, a fim de provocar uma mudança de regime na Iugoslávia. Na sequência de questões relativas aos resultados das eleições jugoslavas de 2000, o Departamento de Estado dos EUA apoiou fortemente grupos da oposição como a Otpor! através do fornecimento de material promocional e também de serviços de consultoria via Quangos. O envolvimento dos Estados Unidos serviu para acelerar e organizar a dissidência através da exposição, recursos, encorajamento moral e material, ajuda tecnológica e aconselhamento profissional. Esta campanha foi um dos fatores que contribuiu para a derrota do presidente incumbente nas eleições gerais jugoslavas de 2000 e na subsequente Revolução Bulldozer que derrubou Milošević a 5 de outubro de 2000, depois de ele se recusar a reconhecer os resultados das eleições. Contudo, a presidência de Milošević foi sucedida pela de Vojislav Koštunica, que denunciou a extradição do seu antecessor para o Tribunal de Haia, que considerou como um instrumento da política externa dos EUA, opôs-se ao envolvimento da OTAN em Kosovo, e "projetou uma atitude hostil para com os EUA".

#### 2003–2011: Iraque
Em 1998, como medida não encoberta, os EUA promulgaram a "Lei de Libertação do Iraque", que declara, em parte, que "deveria ser política dos Estados Unidos apoiar os esforços para retirar o regime liderado por Saddam Hussein no Iraque do poder", e apropriou fundos para a ajuda dos EUA "às organizações da oposição democrática iraquiana". Depois de Bush ter sido eleito, começou a ser mais agressivo em relação ao Iraque. Depois dos ataques de 11 de setembro, a administração Bush começou a dizer que Saddam Hussein estava ligado e apoiava a Al-Qaeda e que possuía armas de destruição maciça, apesar de não haver provas de nenhuma delas. O Iraque era também um dos três países que Bush invocou no seu discurso do "Eixo do mal". Em 2002, o Congresso aprovou a "Resolução Iraquiana" que autorizava o presidente a "utilizar todos os meios necessários" contra o Iraque. A Guerra do Iraque começou em março de 2003, quando a coligação militar liderada pelos Estados Unidos invadiu o país e derrubou o governo iraquiano. Os EUA capturaram e ajudaram a processar Hussein, que mais tarde foi enforcado. Os Estados Unidos e o novo governo iraquiano também combateram uma insurreição após a invasão. Em 2011, os EUA retiraram os seus soldados do conflito, embora os tenham regressado militarmente em 2014 para ajudar a deter a ascensão do Estado Islâmico do Iraque e do Levante (ISIL).